# Bruno Schmidt (Politiker, 1924)
Bruno Schmidt (* 7. März 1924 in Stettin; † 21. Januar 2003) war ein deutscher Politiker (CDU) und Mitglied des Niedersächsischen Landtages.

## Leben
Schmidt besuchte von 1930 bis 1934 die Gemeindeschule Stettin und von 1934 bis 1940 ebenda die Barnim-Mittelschule. Anschließend machte er vom 1. April bis 31. Dezember 1940 eine Ausbildung am Finanzamt Stettin Nord. Vom 1. Januar bis 31. Mai 1941 war er an der Reichsfinanzschule Feldkirch. Es folgte eine weitere Ausbildungszeit vom 1. Juni 1941 bis 1. April 1942 am Finanzamt Stettin Nord. 1941 absolvierte er die Finanzanwärterprüfung. Seine angestrebte Karriere im Reichsfinanzverwaltung wurde jedoch durch den Wehrdienst unterbrochen.
Von 1935 bis 1942 war Schmidt Mitglied in der Hitlerjugend, worin er ab 1. Juni 1941 Oberkameradschaftsführer war. Von 1941 bis 1942 war er im Reichsbund der Deutschen Beamten. Vom 1. April bis 30. September 1942 war er im Reichsarbeitsdienst.
Vom 1. Oktober 1942 bis 8. Mai 1945 nahm Schmidt am Zweiten Weltkrieg als SS-Pionier und Angehöriger der Pionier-Kompanie bzw. Stab II im SS-Panzer-Regiment 3 „Totenkopf“ teil. Am 10. August 1944 erhielt er das EK II. Klasse. Schmidt geriet in Kriegsgefangenschaft und blieb bis zum 10. April 1946 im POW-Lager Stockerau. Von einer britischen Militärbehörde wurde er am 13. Mai 1947 in Kategorie V als entlastet entnazifiziert.
Nach Kriegsende arbeitete er vom 10. April bis zum 5. Dezember 1946 als Arbeiter in der Landwirtschaft, in den Jahren 1946 bis 1956 im Verwaltungsbezirk Braunschweig als Polizeibeamter und wurde danach wieder als Finanzbeamter beschäftigt. Nachdem er im Jahr 1967 in den Niedersächsischen Landtag gewählt wurde, wurde er in der Besoldungsgruppe eines Amtmannes in den Ruhestand versetzt. Er war freiberuflich als Steuerbevollmächtigter tätig, wurde Mitglied im Braunschweiger CDU-Landesvorstand und war im Vorstand der niedersächsischen CDU-Sozialausschüsse aktiv, darüber hinaus wirkte er im Bundesfachausschuss „Innenpolitik“ der CDU mit. In den Jahren 1961 bis 1967 war er Mitglied des Braunschweiger Stadtrates. Für sein Wirken wurde ihm das Verdienstkreuz am Bande des Verdienstordens der Bundesrepublik Deutschland überreicht.
Vom 6. Juni 1967 bis 20. Juni 1982 war er Mitglied des Niedersächsischen Landtages (6. bis 9. Wahlperiode), in der Zeit vom 24. September 1974 bis 20. Juni 1982 übernahm er den Vorsitz im Ausschuss für öffentliches Dienstrecht.
Er war verheiratet und hatte zwei Kinder. 